# Loupiac (Lot)
Loupiac é uma comuna francesa na região administrativa de Occitânia, no departamento de Lot. Estende-se por uma área de 12,65 km². Em 2010 a comuna tinha 261 habitantes (densidade: 20,6 hab./km²).